# Біленко Тетяна Георгіївна
Тетя́на Гео́ргіївна Біле́нко, до шлюбу Сорочи́нська (нар. 23 листопада 1983) — українська настільна тенісистка, бронзова призерка чемпіонату Європи 2015 року у складі збірної України, багаторазова переможниця і призерка чемпіонатів України, учасниця літніх Олімпійських ігор. Майстер спорту України міжнародного класу.

## Життєпис
Народилася 23 листопада 1983 року в Харкові.
Настільним тенісом почала займатись у шестирічному віці у тренерки Людмили Гапонової. Закінчила Харківське обласне вище училище фізичної культури та спорту і Харківський національний університет імені В. Н. Каразіна.
У 1998 році перемогла в особистій і командній першостях на молодіжному чемпіонаті Європи в Італії. У 1999 році в Ейндховені (Нідерланди) дебютувала на чемпіонатах світу з настільного тенісу й з того часу постійна їх учасниця (крім 2011 року).
У 2015 разом з Маргаритою Песоцькою та Ганною Гапоновою у складі збірної України виборола бронзову медаль чемпіонату Європи.

## Досягнення на клубному рівні
Тетяна виступала в клубних чемпіонатах України, Франції, Росії, Австрії, Іспанії, Польщі.
- Чемпіонка Франції у складі «Монпелье» (2008)[6]
- Срібло клубного чемпіонату Росії у складі ЕВРОМОСТ-КУБАНЬ (2011/12)[7]
- Чемпіонка Австрії у складі SVS STROCK (2014)[8]
- Володарка кубку ETTU у складі австрійського клубу SVS STROCK (2014)[9]
- Срібло клубного чемпіонату Австрії у складі SVS STROCK (2015)[10]
- Бронза Кубку Королеви Іспанії у складі Ucam Cartagena (2017/18)[11]
- Бронза польської суперліги у складі BEBETTO AZS UJD (2020/21)[12]

У 2017 року виступала у команді Dabang Smashers TTC в Індії. Зараз виступає у польскому клубі BEBETTO AZS UJD (Częstochowa). У сезоні 2021/22 також виступає за чеський SKST PLUS Hodonin.

## Олімпійські ігри
Учасниця літніх Олімпійських ігор 2008 року в Пекіні (Китай). Вдало пройшла кваліфікацію, перемігши Ноху Йоссрі (Єгипет), проте в першому колі поступилась італійці Венлінґ Тан Монфардіні.
Учасниця літніх Олімпійських ігор 2012 року в Лондоні (Велика Британія). У першому колі змагань перемогла Полу Медіну (Колумбія), проте в другому колі поступилась Даніелі Доден (Румунія).

## Різне
Користується інвентарем фірми Butterfly: підстава — Defence 2, накладки — Tenergy 05 (1.7)/ Feint Long (1.3).